# Guillermo de Batrún
Guillermo de Batrún (fallecido después de 1262) fue señor de Batrún desde 1244 hasta 1262 en el Condado de Trípoli, y condestable de Jerusalén desde 1258 hasta su muerte.

## Biografía
Guillermo era el segundo hijo de Isabel de Batrún y su esposo Bohemundo de Batrún. Su padre y su hermano mayor Juan fueron hechos prisioneros por los musulmanes en la batalla de La Forbie el 18 de octubre de 1244, donde ambos murieron, tras lo cual Guillermo asumió el poder del señorío.
En 1258 fue nombrado condestable de Jerusalén. En 1262, actuó como mediador entre los caballeros templarios y los caballeros hospitalarios. El documento del 19 de diciembre de 1262, firmado por Guillermo en este contexto, fue la última señal de vida de este.

### Matrimonio y descendencia
Estaba casado con Inés de Sidón, hija del conde de Sidón, Balián Grenier, con quien tuvo un hijo:
- Juan (fallecido en 1277), señor de Batrún, se casó con Lucía Embriaco de Gibelet.